# Hou (gmina Aalborg)
Hou – wieś w Danii, w regionie Jutlandia Północna, w gminie Aalborg.